# ريهاردس بوتكوس
ريهاردس بوتكوس (باللاتفية: Rihards Butkus) هو لاعب كرة قدم لاتيفي في مركز الدفاع، ولد في 25 أغسطس 1972 في ريغا في لاتفيا. شارك مع منتخب لاتفيا لكرة القدم. أما مع النوادي، فقد لعب مع نادي فالميرا.

## وصلات خارجية
- ريهاردس بوتكوس على موقع قاعدة بيانات كرة القدم.إي يو (الإنجليزية)
- ريهاردس بوتكوس على موقع ناشيونال فوتبول تيمز (الإنجليزية)